# ERPI
ERPI (Éditions du Renouveau Pédagogique Inc.), anciennement Pearson ERPI, est une maison d'édition scolaire dont le siège social est situé à Montréal. Fondée en 1965 et membre du groupe Pearson de 1989 à 2022 puis de Transcontinental média depuis, la maison publie des ouvrages et des solutions numériques d'apprentissage pour l'enseignement préscolaire, primaire, secondaire, collégial et universitaire. ERPI est également diffuseur-distributeur exclusif au Canada des ouvrages européens de langue française du groupe Pearson.
La mission recherchée par l'entreprise est d'accompagner les élèves dans leur apprentissage, en proposant des solutions pédagogiques afin de mesurer les connaissances, de développer des compétences, et d’évaluer les progrès réalisés.

## Historique
ERPI est racheté par Pearson Education en 1989 et fut renommé Pearson ERPI en 2014. En juin 2022 Transcontinental média annonce le rachat d'ERPI à Pearson. Ce rachat est critiqué par l'Association nationale des éditeurs de livres (ANEL), qui pointe le haut niveau de concentration du secteur de l'édition scolaire au Québec et enjoint au Bureau de la concurrence d'agir. La maison reprend le nom ERPI à cette occasion.

### Identité visuelle (logotype)

Logo de Pearson ERPI de 2015 à juin 2022.
Logo de ERPI depuis juin 2022.

## Ouvrages notables
- À vos marques, prêts, santé! (éducation physique, enseignement collégial)
- Physique Benson (physique, enseignement collégial)
- La gestion des ressources humaines (management, enseignement universitaire)
- Soins infirmiers aux aînés en perte d'autonomie (sciences infirmières, enseignement collégial et universitaire)
- Collection Rat de bibliothèque (littératie, enseignement primaire)
- OPTIONscience (chimie et physique, enseignement secondaire)
- Observatoire (sciences, enseignement secondaire)
- Express Yourself (anglais langue seconde, enseignement secondaire)
- You Have Mail! (anglais langue seconde, enseignement primaire)